# Pseudoanthidium tuberculiferum
Pseudoanthidium tuberculiferum is een vliesvleugelig insect uit de familie Megachilidae. De wetenschappelijke naam van de soort is voor het eerst geldig gepubliceerd in 1905 door Brauns.